# Wodnija czał
Wodnija czał (bułg. Водния чал) – szczyt pasma górskiego Riła, w Bułgarii, o wysokości 2683 m n.p.m.